# Jean-Théodore de Raadt
Jean-Théodore de Raadt (aussi Johann Theodor de Raadt), né à Elberfeld (Prusse) le 20 février 1855 et décédé à Saint-Gilles (Bruxelles) le 2 juillet 1905, est un historien, sigillographe, héraldiste et numismate, d'origine allemande et naturalisé belge.

## Biographie
Jean-Théodore de Raadt était originaire d'une famille allemande. Il était né à Elberfeld le 20 février 1855 comme fils du pharmacien Johann Theodor de Raadt et de son épouse Johanna Mathilde Marmé. Il avait épousé à Alost, le 21 juin 1883, Angéline Françoise Julie De Brandt, née à Alost le 21 juillet 1859, fille de Jacques François De Brandt et de Marie Charlotte Françoise Letellier. 
Le frère de Jean Théodore, nommé Arthur de Raadt, âgé de 47 ans en 1905, et résidant à Strasbourg, en Alsace-Lorraine allemande à l'époque, était major d'infanterie. L'oncle de Jean-Théodore de Raadt, nommé Henri Auguste de Raadt, et qui était déjà décédé en 1888, fut témoin au mariage de Jean Théodore, et s'était établi à Paris, où il avait épousé le 23 mai 1861 Augusta Emeline Hammer, née à Elberfeld et âgée de 26 ans . Ceux-ci eurent au moins un fils, nommé Georges Emile Richard Alexandre de Raadt né le 15 août 1868 à Paris et qui habitait au n° 74 de la rue Maubeuge à Paris en 1888. Ainsi, Jean-Théodore de Raadt, résidant en Belgique, avait des membres de sa famille tant en Allemagne qu'en France. 
Jean Théodore de Raadt est mort à Saint-Gilles, à son domicile du n° 74 de la rue Henri Wafelaerts.  
Jean Théodore de Raadt et son épouse eurent une fille nommée Jeanne Mathilde Angeline Barba Marie de Raadt, née à Schaerbeek le 5 mai 1884, qui épousa à Saint-Gilles le 19 août 1905  Georges Alphonse Jules Louis de Schodt, né à Ixelles le 4 février 1867, avocat près la cour d'appel et consul général de République de Costa Rica, et mort à Ixelles le 9 novembre 1920. En secondes noces, Jeanne de Raadt épousa le 24 décembre 1930 à Bruxelles Maurice Henri Félicien Foulon, né le 18 septembre 1866, et mort à Schaerbeek le 24 février 1940, avocat à la Cour d'Appel. Elle mourut à Schaerbeek en 1981. De son premier mariage, elle avait eu une fille, Georgette Jeanne Paula Angèle Théa Juliette de Schodt, née à Ixelles le 13 juillet 1906 et morte à Woluwe-Saint-Pierre le 29 septembre 1994. Cette dernière épousa Robert Laborie (1897 - 1999) dont est née une fille avec descendance actuelle.
Jean-Théodore de Raadt est l'auteur d'une abondante production de publications historiques. Il fut également le secrétaire de la Société royale d'archéologie de Bruxelles.
Il reste principalement connu pour son érudite compilation en quatre tomes de nombreux sceaux armoriés des anciens Pays-Bas et pays avoisinants, qui reste un ouvrage de référence toujours utile et n'ayant pas encore d'équivalent plus récent.
Il s'intéressa aussi au redoutable goedendag des miliciens flamands et des Chaperons blancs que Jean van Malderghem, archiviste de la ville de Bruxelles, avait identifié avec précision.
Il a fait de nombreux relevés de seigneuries, permettant d'identifier leur nature juridique et leurs seigneurs.
Jean-Théodore de Raadt est naturalisé belge.

## Quelques publications
Il fut l'auteur de nombreuses publications érudites en Histoire, tant en français, qu'en néerlandais ou en anglais, dont voici un faible aperçu permettant au lecteur de voir les centres d'intérêts de cet auteur. 
- Jean-Théodore de Raadt, Sceaux armoriés des Pays-Bas et des pays avoisinants (Belgique - Royaume des Pays-Bas - Luxembourg - Allemagne - France). Recueil historique et héraldique, Bruxelles, Société belge de Librairie, Oscar Schepens, Directeur, 16 rue Treurenberg, 1897-1901, quatre tomes.

Tome I, paru en 1897, A - G
Tome II, paru en 1900, H - M
Tome III, paru en 1900, N - S
Tome IV, paru en 1901, T - Z
- Jean- Théodore de Raadt, Les Sobriquets des communes belges (blason populaire), C. Baune, 1903, 579 pages.
- Jean- Théodore de Raadt, C.-A. Serrure, 1835-1898, Protat frères, 1898, 8 pages.
- Jean- Théodore de Raadt, Les armoiries des Berthout et de Malines, Malines, Dessain, s.d.
- Jean- Théodore de Raadt, Les Micault belges , leurs portraits et leur histoire.
- Jean- Théodore de Raadt, Le triptyque de la famille Micault. Note complémentaire.
- Jean- Théodore de Raadt, Le n ° 518 des tableaux anciens du Musée royal de peinture à Bruxelles constitue-t- il le portrait de Jean Viriot ?
- Jean-Théodore de Raadt, Sceaux armoriés de Binche.
- Jean-Théodore de Raadt, Trois harangues de Mre Jacques Le Roy ( XVIIe siècle ).
- Jean-Théodore de Raadt, La maison des Douze-Apôtres à Bruxelles, Alfred Vromant, 1891, 23 pages.
- Jean-Théodore de Raadt, Notice historique sur Broechem et ses seigneurs, Desain, 1889, 50 pages.
- Jean-Théodore de Raadt, Notes sur quelques anciens artistes bruxellois , peintres orfèvres , brodeurs , tailleurs d'images , facteurs d'orgues , organistes, architectes, Annales de la société d'archéologie de Bruxelles, volume VI, 1892.
- Jean-Théodore de Raadt, Lettre de réconciliation du XIVe siècle , concernant la famille Van der Noot.
- Jean-Théodore de Raadt, The fleur - de - lis of the ancient french monarchy. In - 8 ° de 6 pages, Hors commerce.
- Jean- Théodore de Raadt, Le mobilier et la bibliothèque d'un riche ecclésiastique au xve siècle. Inventaire de la maison mortuaire de Walter Leonii (Loenijs), chanoine de Sainte-Gudule, à Bruxelles, Annales de la Société archéologique de Bruxelles, tome X.
- Jean-Théodore de Raadt, La chevalerie s'est-elle servie du Goedendag ?, idem.
- Jean-Théodore de Raadt, Note sur les frères Pierre-Albert et Jean de Launay, ornée des portraits de ces deux rois d'armes. idem.
- Jean-Théodore de Raadt, Liste des hommes de Robert de Namur qui ont livré au duc Wenceslas de Luxembourg, de Brabant, etc., des chevaux pour l'expédition à Chauny, vers 1364.
- Jean-Théodore de Raadt, Het Antwerpsch Knechtjeshuis sedert zijn voorhistorisch tijdperk tot op onze dagen.
- Jean-Théodore de Raadt, De heerlijkheden van het land van Mechelen : Niel en zijne heren. Norderwijk en zijn heren.
- Jean-Théodore de Raadt, De heerlijkheden van het land van Duffel en hunne heeren.
- Jean-Théodore de Raadt, Les seigneuries du pays de Malines.